# Chthonius lessiniensis
Espèce
Chthonius lessiniensis est une espèce de pseudoscorpions de la famille des Chthoniidae.

## Distribution
Cette espèce est endémique de Vénétie en Italie. Elle se rencontre dans la grotte Grotta Roverè Mille dans les monts Lessini à Roveré Veronese.

## Étymologie
Son nom d'espèce, composé de lessini et du suffixe latin -ensis, « qui vit dans, qui habite », lui a été donné en référence au lieu de sa découverte, les monts Lessini.

## Publication originale
- Schawaller, 1982 : Eine neue höhlenbewohnende Chthonius-Art aus den italienischen Südalpen (Arachnida: Pseudoscorpionidea). Bollettino della Società Entomologica Italiana, vol. 114, p. 49-55.